# 노팅엄셔주

노팅엄셔 주

노팅엄셔(Nottinghamshire, /ˈnɒtɪŋəmʃər/, 약자 Notts)는 잉글랜드 이스트미들랜즈의 주로 주도는 노팅엄이며 면적은 2,160km2, 인구는 1,090,600명(2014년 기준), 인구 밀도는 505명/km2이다. 북서쪽으로는 사우스요크셔주, 동쪽으로는 링컨셔주, 남쪽으로는 레스터셔주, 서쪽으로는 더비셔주와 접한다. 로빈 후드의 전설로 유명한 곳이다.

## 문화
이 카운티의 북쪽으로는 필그림 파더스와 관련된 곳이 나온다. 윌리엄 브루스터는 특히 스크루비 마을 출신이며 밥워스 교회의 목사인 리처드 클립턴의 영향을 많이 받았다.